# 虹の入江

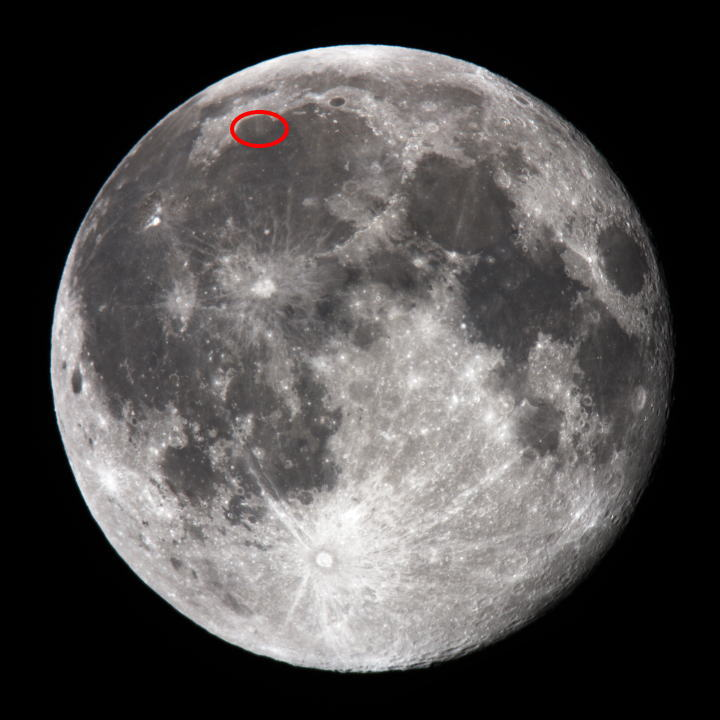
地球から見た月面（ニアサイド）全体における位置

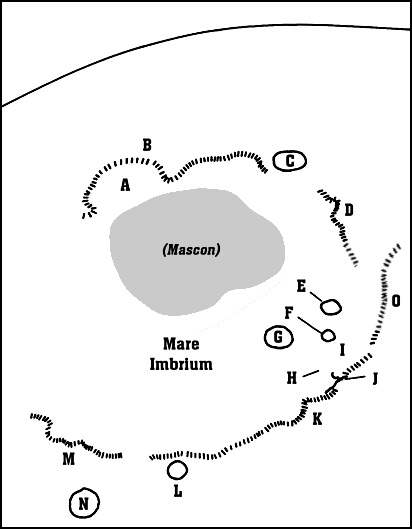
雨の海の詳細地図。虹の入江は"A"で表された位置

虹の入江（にじのいりえ、ラテン語: Sinus Iridum）は、雨の海の北西に伸びる玄武岩の溶岩でできた平原である。北東から南西にかけてはジュラ山脈に囲まれている。南西の突端部はヘラクレイデス岬、北東の突端部はラプラス岬と名付けられている。この湾と周囲の山脈は、月面で最も美しい景色の1つと考えられており、月観測者にとっても有名な地点である。特に月齢10前後の頃には、入江の縁の部分のみが太陽光に照らされるタイミングがある。
虹の入江の中には、大きなクレーターはないが、南にはヘラクレイデスE、東端にはラプラスA、北にはビアンキーニGという衛星クレーターがある。表面は水平であるが、多くのリンクルリッジがある。
この湾の月面座標は、北緯44.1°、西経31.5°であり、直径は236㎞である。ジョヴァンニ・バッティスタ・リッチョーリにより、ラテン語で「虹の入江」(Sinus Iridum) と命名された。

## 衛星クレーター
ヘラクレイデスクレーターの衛星クレーターは以下のとおり。
| ヘラクレイデス | 緯度    | 経度    | 直径 |
| -------------- | ------- | ------- | ---- |
| A              | 40.9° N | 34.2° W | 6 km |
| E              | 42.9° N | 32.7° W | 4 km |
| F              | 38.5° N | 33.7° W | 3 km |

ラプラスクレーターの衛星クレーターは以下のとおり。
| ラプラス | 緯度    | 経度    | 直径  |
| -------- | ------- | ------- | ----- |
| A        | 43.7° N | 26.8° W | 9 km  |
| B        | 51.3° N | 19.8° W | 5 km  |
| D        | 47.3° N | 25.5° W | 11 km |
| E        | 50.3° N | 19.8° W | 6 km  |
| F        | 45.6° N | 19.8° W | 6 km  |
| L        | 51.7° N | 21.0° W | 7 km  |
| M        | 52.2° N | 19.9° W | 6 km  |

## 探査
中国の月探査計画嫦娥計画における、着陸候補地点とされており、2013年12月に打ち上げられた嫦娥3号は当初虹の入江に着陸する予定であった。探査機は同月14日に軟着陸に成功したが、着陸地点が予定より東にずれた結果、外側の雨の海の北西部に着陸する形となり、虹の入江の探査には至らなかった。